# John Hore (rugby à XV)
Pour les articles homonymes, voir John Hore et Hore.

a Compétitions nationales et continentales officielles uniquement.

b Matchs officiels uniquement.
Dernière mise à jour le 11 janvier 2025.
John Hore, né le 9 août 1907 à Dunedin et mort le 7 juillet 1979 dans la même ville, est un  joueur de rugby à XV qui a joué avec l'équipe de Nouvelle-Zélande évoluant au poste de pilier. 

## Biographie
John Hore joue en National Provincial Championship avec la province d'Otago. Il honore sa première sélection avec les l'All-Blacks en juin 1928 alors qu'il n’avait que 20 ans. Il dispute son premier test match avec l'équipe de Nouvelle-Zélande le 5 juillet 1930 contre les Lions britanniques, et son dernier test match contre l'Angleterre le 4 janvier 1936. 

## Palmarès
- Nombre de test matchs avec les Blacks :  10
- Nombre total de matchs avec les Blacks :  45
- 9 points (3 essais)
- Sélections par année : 3 en 1930, 3 en 1932, 2 en 1934, 1 en 1935, 1 en 1936